# Ctenophila salaziensis
Ctenophila salaziensis је пуж из реда Stylommatophora и фамилије Euconulidae.

## Угроженост
Ова врста је наведена као последња брига, јер има широко распрострањење и честа је врста.

## Распрострањење
Ареал врсте је ограничен на острво Реинион.